# Dorsale indiana sudorientale
La dorsale indiana sudorientale è una dorsale oceanica, un margine divergente di placche tettoniche, situata sul fondo dell'Oceano Indiano meridionale e dell'Oceano Pacifico, che si estende per circa 6.000 km, dalla tripla giunzione di Rodrigues, a ovest, alla tripla giunzione di Macquarie, a est. In particolare, questa dorsale forma il margine di placca tra la placca australiana e la placca antartica sin dall'Oligocene.
La dorsale indiana sudorientale, che è il centro di accrescrimento più vicino al pianoro delle Kerguelen e al punto caldo delle isole Amsterdam e Saint-Paul, ha una velocità di allargamento media di 65 mm/anno e, poiché l'Antartide è virtualmente stazionaria, ciò implica uno spostamento verso nord-est della dorsale a una velocità pari a metà di quella sopracitata.
Lungo la dorsale la velocità di allargamento varia dai 59 mm/anno vicino al meridiano 88°E ai 75 mm/anno alla longitudine 120°E.

## Geologia

### Punto caldo delle isole Amsterdam e Saint-Paul
Durante l'ultimo milione di anni, il punto caldo delle isole Amsterdam e Saint-Paul ha prodotto, a ridosso della dorsale indiana sudorientale, un plateau oceanico con una superficie di circa 30.000 km2 che si innalza di circa 500 m rispetto al fondale marino circostante. A nord-est di questo plateau, una fila di vulcani sottomarini larga 40 km e con un'altezza che varia tra i 1.000 e i 3.000 m, segna il percorso fatto dal punto caldo attraverso la placca australiana, che si sta spostando appunto verso nord-est, percorso che porta fino all'intersezione tra la dorsale di Broken e la dorsale Novanta Est, a ovest dell'Australia.
Il punto caldo delle isole Amsterdam e Saint-Paul cessò di produrre questi vulcani tra i 10 e i 5 milioni di anni fa quando iniziò a interagire con la dorsale indiana sudorientale che, come detto, si sta spostando verso nord-est, e a produrre quindi il plateau di cui sopra.
Analisi geologiche hanno portato alla conclusione che anche il punto caldo delle Kerguelen, oggi situato a circa 1.400 km dalla dorsale indiana sudorientale, abbia influenzato la composizione dei basalti della dorsale vicino al plateau.
Analisi degli isotopi presenti in campioni di basalti prelevati dalla caldera della montagna sottomarina Boomerang, un vulcano alto 1.100 m situato 18 km a nord dell'isola Amsterdam, fanno ritenere che il punto caldo delle isole Amsterdam e Saint-Paul abbia attivamente contribuito alla formazione della dorsale Novanta Est.

### Discordanza Australia-Antartide
Nel suo percorso tra l'Australia e l'Antartide, la dorsale indiana sudorientale attraversa la Discordanza Australia-Antartide (in inglese Australian-Antarctic Discordance, AAD), una regione morfologicamente complessa situata a metà strada tra il punto caldo delle isole Amsterdam e Saint-Paul e il punto caldo di Balleny. L'AAD occupa un'area dove il mantello terrestre, insolitamente freddo, ha prodotto una sottile crosta oceanica caratterizzata da una topografia caotica del fondo oceanico che è stato successivamente spostato e sostituito da un fondo marino normale e ricco di profonde valli, prodotto da una fonte magmatica al limite isotopico Indiano-Pacifico.
Fra le isole Amsterdam e Saint-Paul e la Discordanza Australia-Antartide, la velocità di allargamento è costante tra i 69 e i 75 &mm/anno mentre la profondità della dorsale aumenta di più di 2.300 m. Si pensa che ciò sia dovuto a una diminuzione della temperatura del mantello sottostante di almeno 100 °C causata da un flusso di magma dal punto caldo delle isole Amsterdam e Saint-Paul al "punto freddo" della AAD alla longitudine 120-128°E. Alla longitudine 126°E, la AAD demarcherebbe quindi il margine di transizione largo 40 km tra i basalti medio-oceanici indiani e pacifici, margine che ha continuato a spostarsi verso ovest nelle ultime decine di milioni di anni.
Fra la longitudine 102°E e la AAD, dove la velocità di allargamento è costante, le faglie trasformi a movimento laterale sinistro suggeriscono la presenza di forze oblique estensionali mentre la presenza di un lungo, elevato segmento di dorsale seguente alla faglia trasforme a movimento laterale destro presente alla longitudine 96°E suggerisce anche la presenza di una forza compressiva. Tutto questo indica che le due placche tettoniche hanno recentemente subito un cambiamento antiorario nel loro moto relativo.

## Storia della tettonica
Prima della frattura della Gondwana, nel Cretacico, Australia e Antartide erano unite e molte strutture oggi presenti da entrambi i lati della dorsale indiana sudorientale ne sono testimonianza.
I due continenti iniziarono a separarsi circa 110 milioni di anni fa ma l'apertura e l'accrescimento della dorsale cominciò solo nell'Eocene, vale a dire 40 milioni di anni fa, quando il punto caldo delle Kerguelen separò la dorsale Broken dal resto del pianoro della Kerguelen. Da allora la dorsale indiana sudorientale iniziò la sua migrazione verso nord-est e oggi la distanza tra di essa e il punto caldo delle Kerguelen è di circa 1.400 km. Il punto caldo delle isole Amsterdam e Saint-Paul si trovava allora sotto l'Australia e una catena di montagne sottomarine che lo collagano all'estremità meridionale della dorsale Novanta Est fa, come detto, ritenere che esso abbia contribuito alla formazione di tale dorsale prima dell'apparizione della dorsale indiana sudorientale.

## Oceanografia
La dorsale indiana sudorientale divide il canale tra Australia e Antartide in Bacino indiano meridionale, a sud, e Bacino australiano meridionale e Bacino di Tasman, a nord. La Discordanza Australia-Antartide forma una valle attraverso il canale dando luogo a quella che è la connessione a maggiore profondità tra i bacini indiano e australiano meridionale.
Sul versante meridionale della dorsale è presente un voluminoso drift formato da una conturite originata da una redistribuzione di sedimenti derivanti dal pianoro della Kerguelen e dalle Isole Crozet avvenuta negli ultimi 40.000 anni. Un elevato contributo a tale deposito di sedimenti si pensa sia stato dato, durante l'Ultimo massimo glaciale, dall'interazione della corrente circumpolare antartica e dell'acqua profonda circumpolare con l'acqua di fondo circumpolare.